# Епархия Денпасара
Епархия Денпасара (лат. Dioecesis Denpasarensis) — епархия Римско-Католической церкви с центром в городе Денпасар, Индонезия. Епархия Денпасара входит в митрополию Энде. Кафедральным собором епархии Денпасара является церковь Святого Духа в городе Денпасар.

## История
10 июля 1950 года Римский папа Пий XII издал буллу Nimia territorii, которой учредил апостольскую префектуру Денпасара, выделив его из апостольского викариата Малых Зондских остров (сегодня — архиепархия Энде).
3 января 1961 года Римский папа Иоанн XXIII издал буллу Quod Christus, которой преобразовал апостольский викариат Денпасара в епархию.

## Ординарии епархии
- епископ Uberto Hermens SVD[1](19.07.1950 — 1961);
- епископ Paul Sani Kleden SVD (4.07.1961 — 17.11.1972);
  - епископ Антуан Хюберт Тейссен (23.02.1973 — 4.09.1980) — апостольский администратор;
- епископ Vitalis Djebarus SVD (4.09.1980 — 22.09.1998);
- епископ Benyamin Yosef Bria (14.04.2000 — 18.09.2007);
- епископ Silvester San (22.11.2008 — по настоящее время).

## Источник
- Annuario Pontificio, Libreria Editrice Vaticana, Città del Vaticano, 2003, ISBN 88-209-7422-3
- Bolla Nimia territorii, AAS 43 (1951), стр. 99  (лат.)
- Булла Quod Christus, AAS 53 (1961), стр. 244  (лат.)